# Hidalgo (Texas)

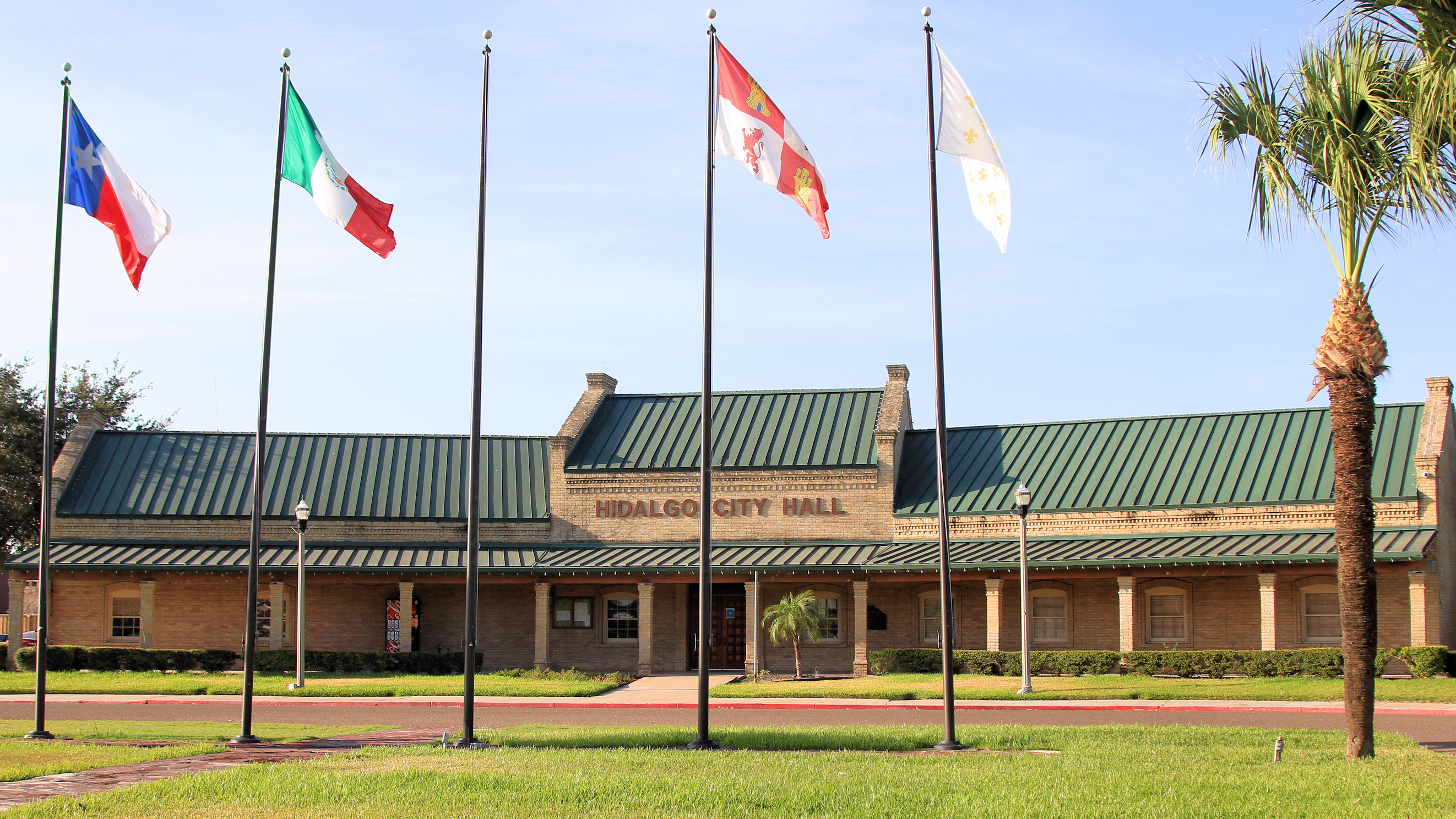
Mairie d'Hidalgo

La ville de Hidalgo est située dans le  comté de Hidalgo, dans l’État du Texas, aux États-Unis. Sa population s’élevait à 11 198 habitants lors du recensement de 2010, estimée à 13 831 habitants en 2016.

## Histoire
D’abord nommée Edinburgh en hommage à la ville écossaise du même nom, la ville a été le siège du comté. Elle a été incorporée en 1876. Son nom actuel date de 1885.